# Burning: A Wish
Burning: A Wish es el cuarto álbum oficial de la banda alemana Lacrimas Profundere el primer álbum más vendido internacionalmente. Este disco ve la partida de Lacrimas Profundere del Death/Doom, pues sólo contiene guturales al final de la canción Without, en Solicitude, Silence, y en 2 Sec. And A Tear. Los tiempos son un poco más acelerados que en Memorandum, las guitarras limpias cumplen un amplio trabajo y ya no existen instrumentos clásicos. Ante la salida de Anja Hötzendorfer como la soprano del grupo, se decidió acudir a Alev (fue la última vez que la banda trabajó con sopranos).
Sólo algunas veces el grupo toca la canción Without en vivo.

## Lista de canciones
1. "Melantroduction"
2. "Without"
3. "Adorer And Somebody"
4. "A Summer's End"
5. "Solicitude, Silence"
6. "2 Sec. And A Tear"
7. "Lastdance"
8. "Morning ... Grey"
9. "Diotima"
10. "Re-Silence"

## Repartición
- Oliver Nikolas Schmid - Guitarra líder
- Christopher Schmid - Voz
- Christian Steiner - Teclado
- Rico Galvagno - Bajo
- Willi Wurm - Batería
- Markus Praschberger - Guitarra rítmica
- Alev - Voz femenina